# Signalkuppe
El Signalkuppe  o Punta Gnifetti és una muntanya de 4.554 metres que es troba entre les regions de Piemont a Itàlia i el Valais a Suïssa.